# Liste der russischen Botschafter in Indien
| ernannt:      | akkreditiert: | Name in lateinischen Buchstaben (Transkription) | russisch                              | Bemerkungen | ernannt während der Regierung von  | akkreditiert während der Regierung von | Posten verlassen |
| ------------- | ------------- | ----------------------------------------------- | ------------------------------------- | --- | ---------------------------------- | -------------------------------------- | ---------------- |
| 23. Okt. 1947 | 1. Jan. 1948  | Kirill Wassiljewitsch Nowikow                   | Новиков, Кирилл Васильевич            | (* 1905; † 1983) | Josef Stalin                       | Jawaharlal Nehru                       | 29. Apr. 1953    |
| 29. Apr. 1953 | 4. Juli 1953  | Iwan Alexandrowitsch Benediktow                 | Бенедиктов, Иван Александрович        | (* 1902; † 1983) | Georgi Maximilianowitsch Malenkow  | Jawaharlal Nehru                       | 1. Sep. 1953     |
| 1. Sep. 1953  | 2. Nov. 1953  | Michail Alexejewitsch Menschikow                | Меньшиков, Михаил Алексеевич          | (* 21. September 1902; † 19. Juli 1976) 7. Januar 1958 – 4. Januar 1962: Botschafter in Washington, D. C. | Georgi Maximilianowitsch Malenkow  | Jawaharlal Nehru                       | 26. Okt. 1957    |
| 26. Okt. 1957 | 19. Dez. 1957 | Panteleimon Kondratjewitsch Ponomarenko         | Пономаренко, Пантелеймон Кондратьевич | (* 1902; † 1984) | Nikolai Alexandrowitsch Bulganin   | Jawaharlal Nehru                       | 22. Apr. 1959    |
| 22. Apr. 1959 | 27. Juni 1959 | Iwan Alexandrowitsch Benediktow                 | Бенедиктов, Иван Александрович        | (* 23. März 1902; † 30. Juli 1983) | Nikita Sergejewitsch Chruschtschow | Jawaharlal Nehru                       | 12. Apr. 1967    |
| 12. Apr. 1967 | 14. Sep. 1967 | Nikolai Michailowitsch Pegow                    | Пегов, Николай Михайлович             | (* 3. April 1905; † 19. April 1991), 1956–1963: Botschafter Teheran, 1964–1967: Botschafter in Algier | Leonid Iljitsch Breschnew          | Indira Gandhi                          | 26. Apr. 1973    |

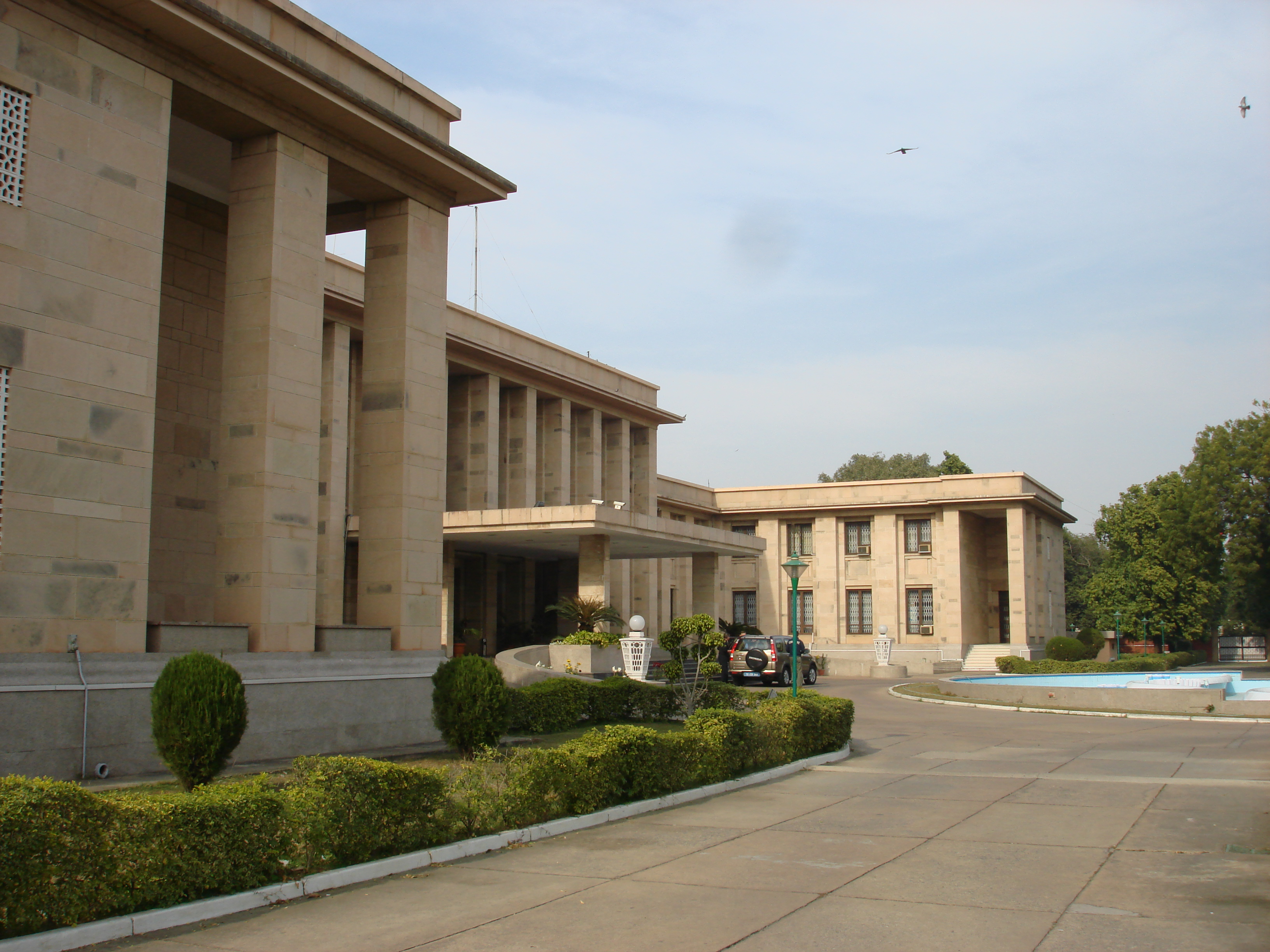
Die Botschaft befindet sich in Shantipath, Chanakyapuri, beim Eisenbahnmuseum in Neu-Delhi.

| 1973          | 21. Jan. 1974 | Wil Konstantinowitsch Boldyrew                  | Болдырев, Вил Константинович          | Geschäftsträger, (* 12. September 1924; † 2003) 1964–1967: Gesandtschaftsrat in Algier, ab 1968 in Neu-Delhi, 1974–1978: Stellvertretender Leiter der Abteilung Mittlerer Osten. 2. Juni 1982 bis 23. September 1987 Botschafter in Teheran. | Leonid Iljitsch Breschnew          | Indira Gandhi                          | 1974             |
| 2. Jan. 1974  | 3. Apr. 1978  | Wiktor Fjodorowitsch Malzew                     | Мальцев, Виктор Фёдорович             | (* 1917; † 2003) | Leonid Iljitsch Breschnew          | Indira Gandhi                          | 24. Dez. 1977    |
| 24. Dez. 1977 | 5. Apr. 1983  | Juli Michailowitsch Woronzow                    | Воронцов, Юлий Михайлович             | (* 1929; † 2007) | Leonid Iljitsch Breschnew          | Morarji Desai                          | 20. Jan. 1983    |
| 21. Jan. 1983 |               | Wassili Nasarowitsch Rykow                      | Рыков, Василий Назарович              | | Juri Wladimirowitsch Andropow      | Indira Gandhi                          | 26. Aug. 1988    |
| 26. Aug. 1988 |               | Wiktor Fjodorowitsch Issakow                    | Исаков, Виктор Фёдорович              | (* 12. Dezember 1932) | Michail Sergejewitsch Gorbatschow  | Rajiv Gandhi                           | 15. Juli 1991    |
| 15. Juli 1991 |               | Anatoli Matwejewitsch Drjukow                   | Дрюков, Анатолий Матвеевич            | (* 4. September 1936 in Woronesch) | Boris Nikolajewitsch Jelzin        | P. V. Narasimha Rao                    | 25. Dez. 1991    |
| 25. Dez. 1991 |               | Anatoli Matwejewitsch Drjukow                   | Дрюков, Анатолий Матвеевич            | | Boris Nikolajewitsch Jelzin        | P. V. Narasimha Rao                    | 1. Mai 1996      |
| 1. Mai 1996   |               | Albert Sergejewitsch Tschernyschow              | Чернышёв, Альберт Сергеевич           | (* 18. August 1936 in Woronesch; † 2012) 1987–1993: Botschafter in Ankara | Boris Nikolajewitsch Jelzin        | H. D. Deve Gowda                       | 11. Nov. 1999    |
| 11. Nov. 1999 |               | Alexander Michailowiscch Kadakin                | Кадакин, Александр Михайлович         | (* 22. Juli 1949 in Chișinău) | Boris Nikolajewitsch Jelzin        | Atal Bihari Vajpayee                   | 29. Juli 2004    |
| 29. Juli 2004 |               | Wjatscheslaw Iwanowitsch Trubnikow              | Трубников, Вячеслав Иванович          | | Wladimir Wladimirowitsch Putin     | Manmohan Singh                         | 27. Okt. 2009    |
| 27. Okt. 2009 | 20. Nov. 2009 | Alexander Michailowiscch Kadakin                | Кадакин, Александр Михайлович         | († 26. Januar 2017 in Neu-Delhi) | Dmitri Anatoljewitsch Medwedew     | Manmohan Singh                         | 26. Jan. 2017    |
| 18. Aug. 2017 |               | Nikolai Rischatowitsch Kudaschew                | Кудашев, Николай Ришатович            | | Wladimir Wladimirowitsch Putin     | Narendra Modi                          |                  |